# Ляпунов, Георгий Сергеевич
Гео́ргий Серге́евич Ляпуно́в (1899—1997) — начальник строительно-монтажного участка Беловского строительного управления № 1 треста «Ленинскшахтострой»; Герой Социалистического Труда (1957).

## Биография
Родился в 1899 году в деревне Крыльцово (ныне — Калужской области) в крестьянской семье. В 1914—1817 годы работал плотником. В 1919—1922 годы служил в Красной Армии.
С 1922 года работал в Загорске, Луганске, Днепропетровской области; c 1930 года — на стройках Сталинска, участвовал в строительстве Кузнецкого металлургического комбината. С 1933 года работал на предприятиях «Кузбассшахтостроя»: возводил объекты шахт им. Кирова, «Северная», «Ягуновская».
С марта 1948 года жил в Белове, работал прорабом и начальником строительного участка в БШСУ № 1. Строил шахты «Чертинская», «Новая» и «Западная», Чертинскую ГОФ. Один из первостроителей посёлка Новый Городок.
В 1950—1952 годы — депутат Беловского горсовета.
В 1957 году за особый вклад в строительство предприятий угольной промышленности удостоен звания Героя Социалистического Труда.
Вышел на пенсию в 1959 году. Умер 9 января 1997 года.

## Награды
- звание Героя Социалистического Труда (26.4.1957) с вручением золотой медали «Серп и Молот» (№ 7786) и ордена Ленина (№ 315134)[1].